# تیمچه حاج محمد تقی
تیمچه حاج محمد تقی مربوط به اوایل دوره قاجار است و در شهرضا، انتهای راسته بازار، مقابل مسجد جامع واقع شده و این اثر در تاریخ ۲۳ شهریور ۱۳۸۲ با شمارهٔ ثبت ۱۰۲۴۴ به‌عنوان یکی از آثار ملی ایران به ثبت رسیده است.